# Sound of My Voice
Sound of My Voice è un film del 2011 diretto da Zal Batmanglij.
Pellicola statunitense, di genere thriller fantascientifico, con protagonisti Christopher Denham, Nicole Vicius e Brit Marling.

## Trama
A Los Angeles, il giornalista freelance Peter e l'aspirante scrittrice Lorna sono una giovane coppia di documentaristi. Nei pressi della San Fernando Valley si imbattono nel mondo sotterraneo di una strana setta. A capo del culto vi è una giovane ed enigmatica donna di nome Maggie, che non lascia mai la sua camera nel seminterrato. Gli adepti si limitano invece a seguire tutte le indicazioni di Maggie, che ordina loro come preparare il cibo, come eseguire le pulizie e anche di donarle il loro sangue in caso di bisogno di trasfusioni.
Maggie sostiene di essere un viaggiatore nel tempo e di provenire dall'anno 2054. Descrive un futuro tormentato da guerre, carestia e lotte. È tornata per scegliere un gruppo di persone elette e per prepararle a ciò che sarà. Guida il gruppo in una serie di esercizi psichici intensi e racconta di se stessa e del futuro. Il carisma di Maggie è potente, e Lorna e Peter hanno momenti in cui oscillano tra lo scetticismo e la fede. Decisi a rivelare che Maggie è solo una ciarlatana, Peter e Lorna piazzano delle telecamere segrete nella sua stanza ma, ben presto, anche loro diventano succubi delle sue volontà.

## Produzione
Il film è stato scritto Zal Batmanglij e Brit Marling.

## Distribuzione
Il film è stato proiettato in anteprima nel 2011 al Sundance Film Festival. Nello stesso anno stato anche selezionato per chiudere il South by Southwest.

## Accoglienza

### Critica
Il critico Manohla Dargis, nella sua recensione su The New York Times, del film ha scritto: "[...] un film intelligente e inquietante sul bisogno di credere e sulle dure e crudeli arti della persuasione". Il critico cinematografico Brent Simon di Shockya ha definito Sound of my voice "una cosa delicata e magnetica che balla in modo oscuro ai confini della psicologia, della religione e della fantascienza, sollevando questioni di fede, identità, miglioramento di sé e connessione romantica. Il critico cinematografico di Variety, Peter Debruge, ha ammesso di aver visto quattro volte Sound of My Voice e lo ha definito "un ingegnoso enigma a basso budget".

## Riconoscimenti
(parziale)
- Festival Europeo di Fantascienza di Strasburgo
  - 2012 - Octopus d'Or per il miglior lungometraggio internazionale[4]